# Johann Lang (Jurist, 1756)
Johann Lang (* Oktober 1756; † 22. Februar 1829 in Heidelberg) war Jurist und seit 1786 im kurpfälzischen und ab 1803 im badischen Staatsdienst beschäftigt, wo er Amtsvorstand, vergleichbar mit einem heutigen Landrat, war.

## Leben
Johann Lang war seit dem 17. Mai 1786 Gerichtsschreiber in Schwetzingen und ab 1792 kurpfälzischer Advokat und Aktuar beim Oberamt Heidelberg. Nach Auflösung der Kurpfalz wurde er in den badischen Staatsdienst übernommen und trat am 20. September 1803 als Amtmann und Amtsvorstand eine Stelle beim Stabsamt Waldeck an. Im Juni 1807 wurde er Amtmann und Amtsvorstand beim Amt Bretten. Ab dem 31. Dezember 1809 wurde er Amtsvorstand beim Stabsamt Rauenberg und ab dem 15. Mai 1810 ebenfalls Amtsvorstand beim Amt Wiesloch. Zum 23. Januar 1819 wurde Johann Lang in den Ruhestand versetzt.